# Инвеститура
Инвеститура означава формално ступање на дужност примањем инсигнија. Термин се употребљава за означавање ступања на положај у државној служби, добијање племићке титуле и ступање на дужност у цркви.
У средњем веку инвеститура је била церемонија преношења феуда од сениора вазалу. У црквеној терминологији термин се користи од средњег века па до данас, а означава симболично преношење духовних дужности давањем неке инсигније као што је палиј, митра и слично.